# Roman Xixkin
Roman Aleksàndrovitx Xixkin (rus: Роман Александрович Шишкин) (* 27 de gener de 1987, Vorónezh) és un futbolista rus que actualment milita en el FC Lokomotiv Moscou de la Lliga Premier de Rússia. La seva posició és la de defensor, però també pot posicionar-se com a migcampista.

## Carrera
Xixkin es va graduar de l'escola de futbol local i als 15 anys va obtenir el seu primer contracte professional amb el FC Fakel. Després d'algun temps amb el Fakel es va traslladar al Spartak de Moscou.
Va fer el seu debut professional en el Spartak el 2004, quan Nevio Scala va començar a provar una gran quantitat de jugadors molt joves. Román, eventualment, va perdre la seva posició en l'equip titular. El 2006, quan Fedotov va ser designat com DT, Xixkin va començar a jugar en l'equip titular després de la lesió de Egor Titov. Xixkin va jugar com a lateral dret. Després, Xixkin va ser cedit a préstec al Krylia Sovetov Samara.
El 12 de setembre del 2006, Xixkin va fer el seu debut a Europa després que va entrar com a suplent en la Lliga de Campions de la UEFA en un partit contra el Bayern de Múnic. A finals del 2006, la UEFA va esmentar a Xixkin com un dels vuit jugadors més pròspers d'Europa.
El 6 de juliol de 2010 s'incorpora a la disciplina del FC Lokomotiv Moscou, debutant en competició oficial el 7 d'agost del mateix any, en una trobada de lliga davant el Krylia Sovetov Samara.

## Internacional
Xixkin va ser convocat per Guus Hiddink per participar en les sessions de concentració de la selecció nacional de Rússia. En la mateixa ocasió, va debutar el 24 de març del 2007 davant d'Estònia, partit que va guanyar Rússia per 2-0.